# Орден Залізної Корони
О́рден Залі́зної Коро́ни (італ. Imperial Ordine della Corona Ferrea, нім. Österreichisch-Kaiserlicher Orden der Eisernen Krone) — орден, названий на честь Залізної корони лангобардського королівства.

## Історія
Орден встановлений 5 червня 1805 року Наполеоном Бонапартом як Королем Італії на землях Королівства Італії.
Після поразки Французької імперії, Ломбардія, згідно з рішенням Віденського конгресу, ввійшла до складу Австрійської імперії, відповідно і її єдиний орден перейшов до нового господаря, а 1 січня 1816 року отримав новий статут. Кількість кавалерів його трьох ступенів була обмеженою: 20 лицарів Першого Ступеня, 30 — другого і 50 — третього. 12 лютого 1860 року в структурі ордена була додана «Військова Відмінність» у вигляді лаврового вінка за відмінну службу в бойових умовах перед обличчям ворога. У 1917 році додалися ще й «Мечі» за персональний прояв хоробрості перед обличчям ворога.
Необхідно відзначити, що протягом першої світової війни Орденом Залізної Корони переважно нагороджували офіцерів за хоробрість в бою й ліміт кавалерів був швидко перевищений. Ще до війни всупереч статуту кавалерів було більше 100, а під час війни їх стало більше тисячі.
Тільки в трьох полках «Земельних стрільців» (нім. Landesschuetzen) було нагороджено Третім Ступенем Ордену Залізної Корони 166 офіцерів.

## Ступені

### І ступінь
Лицарі Першого Ступеня Ордена Залізної Корони носили через праве плече стрічку жовтого кольору з вузькими синіми смужками по краях, термальний знак ордена на лівому стегні і восьмипроменеву орденську зірку на лівій стороні грудей. Знак ордена був двоглавим австрійським орлом, що сидить на «залізній короні» Ломбардії. На аверсі на грудях орла кріпився синій щит із золотою літерою «F».
На реверсі замість літери поміщалася дата входження ордену в капітул австрійських орденів «1815». Термальний знак ордена мав розміри 76×45 мм, орденська стрічка — 120 мм. У центральному золотому медальйоні поміщалося зображення «залізної корони».
Медальйон був оточений темно-синьою стрічкою з девізом «Стародавній та Існуючий» (лат. AVITA ET AUCTA). До 1 червня 1884 року кавалер Першого Ступеня Ордена Залізної Корони автоматично ставав членом Таємної Ради. 6 квітня 1908 року в структуру ордена була додатково внесена «Мала Відмінність» (нім. Kleine Dekoration) у вигляді знака Ордена Третього Ступеня з мініатюрним зображенням орденської зірки на колодці.
Де-факто ця відмінність стала повсякденною версією Ордена Першого Ступеня, замість стрічки та зірки.

### II ступінь
Лицарі Другого Ступеня Ордена Залізної Корони носили знак ордена розміром 66×34 мм на шиї. 27 жовтня 1917 року до цього ступеня була додана «Мала Відмінність» у вигляді мініатюрного зображення «залізної корони» на колодці знака Ордена Третього Ступеня.
До 18 липня 1884 року кавалер Ордена Залізної Корони Другого Ступеня автоматично одержував титул барона (нім. freiherr) австрійської або угорської шляхти.

### III ступінь
Лицарі Третього Ступеня Ордена Залізної Корони носили нагрудний знак ордена розміром 55х30 мм на трикутній колодці. До 18 липня 1884 року кавалер Третього Ступеня автоматично одержував титул лицаря (нім. ritter) австрійської або угорської шляхти.

### Знаки ордена
|                   |                  |                 |
| Ступені           |                  |                 |
| Кавалер III класу | Кавалер II класу | Кавалер I класу |

## Варіанти нагород
Існувало безліч варіантів нагородження «Військовою Відмінністю» і «Мечами». Так, наприклад, офіцер міг отримати Третій Ступінь без «Військової Відмінності», а Другий — вже з нею. Хоча він міг бути і кавалером «Військової Відмінності» обох ступенів.
Також «Мечами» могли нагородити до вже існуючого ордена. В період війни існували такі варіанти:
- Мала Відмінність Першого Ступеня Ордена Залізної Корони з Військовою Відмінністю і Золотими Мечами
- Перший Ступінь Ордена Залізної Корони з Військовою Відмінністю і Золотими Мечами
- Мала Відмінність Першого Ступеня Ордена Залізної Корони з Військовою Відмінністю і Срібними Мечами
- Перший Ступінь Ордена Залізної Корони з Військовою Відмінністю низького рангу
- Мала Відмінність Першого Ступеня Ордена Залізної Корони
- Перший Ступінь Ордена Залізної Корони
- Мала Відмінність Ордена Другого Ступеня Залізної Корони з Військовою Відмінністю і Золотими Мечами
- Другий Ступінь Ордена Залізної Корони з Військовою Відмінністю і Золотими Мечами
- Мала Відмінність Другого Ступеня Ордена Залізної Корони з Військовою Відмінністю і Срібними Мечами
- Другий Ступінь Ордена Залізної Корони з Військовою Відмінністю і Срібними Мечами
- Мала Відмінність Другого Ступеня Ордена Залізної Корони з Військовою Відмінністю
- Другий Ступінь Ордена Залізної Корони з Військовою Відмінністю
- Мала Відмінність Другого Ступеня Ордена Залізної Корони з Військовою Відмінністю низького рангу
- Другий Ступінь Ордена Залізної Корони з Військовою Відмінністю низького рангу
- Мала Відмінність Другого Ступеня Ордена Залізної Корони
- Другий Ступінь Ордена Залізної Корони з Вінком за повторне нагородження
- Другий Ступінь Ордена Залізної Корони
- Третій Ступінь Ордена Залізної Корони з Військовою Відмінністю і Мечами
- Третій Ступінь Ордена Залізної Корони з Військовою Відмінністю
- Третій Ступінь Ордена Залізної Корони